# Deutsche Einband-Meisterschaft 1977/78

Veranstaltungsort: Wedel

Die Deutsche Einband-Meisterschaft 1977/78 ist eine Billard-Turnierserie und fand vom 4. bis zum 6. November 1977 in Wedel zum 24. Mal statt.

## Geschichte
In Wedel wurde eine deutsche Einbandmeisterschaft der Superlative ausgetragen. Alle bis dahin erzielten deutschen Rekorde wurden pulverisiert. Eine absolute Weltklasseleistung zeigte der Berliner Dieter Müller. Er sicherte sich damit seinen dritten deutschen Einbandtitel. Zweiter wurde überraschend der Freie-Partie- und Cadre-Spezialist Klaus Hose. Platz drei ging an den fünfmaligen Einbandmeister Günter Siebert. Ganz groß spielte auch der Nachwuchs auf. Vierter wurde mit einer Klasseleistung der 23-jährige Thomas Wildförster. Fünfter mit einer Weltklasseleistung im Match gegen Siebert, in dem er einen Durchschnitt von 100,00 spielte, wurde der erst 19-Jährige Norbert Ohagen. Regelmäßiger Besucher dieser Meisterschaft war der in Deutschland sehr bekannte Showmaster und Billardfan Peter Frankenfeld, der in Wedel lebte. Nach dem Turnier schenkte er dem BC Wedel 61, in dem er auch Mitglied war, ein Turnierbillard, damit die Jugend bessere Trainingsmöglichkeiten hat.

## Modus
Erst wurde in zwei Gruppen im Round-Robin-Modus gespielt. Danach wurde eine neue Rangliste erstellt. Die drei besten jeder Gruppe spielten dann gegeneinander. Die relevanten Spiele aus der Gruppe wurden übernommen. Alle Matches gingen auf 200 Punkte.
Die Endplatzierung ergab sich aus folgenden Kriterien:
1. Matchpunkte
2. Generaldurchschnitt (GD)
3. Bester Einzeldurchschnitt (BED)
4. Höchstserie (HS)

## Teilnehmer (nach Ausgangsklassement)

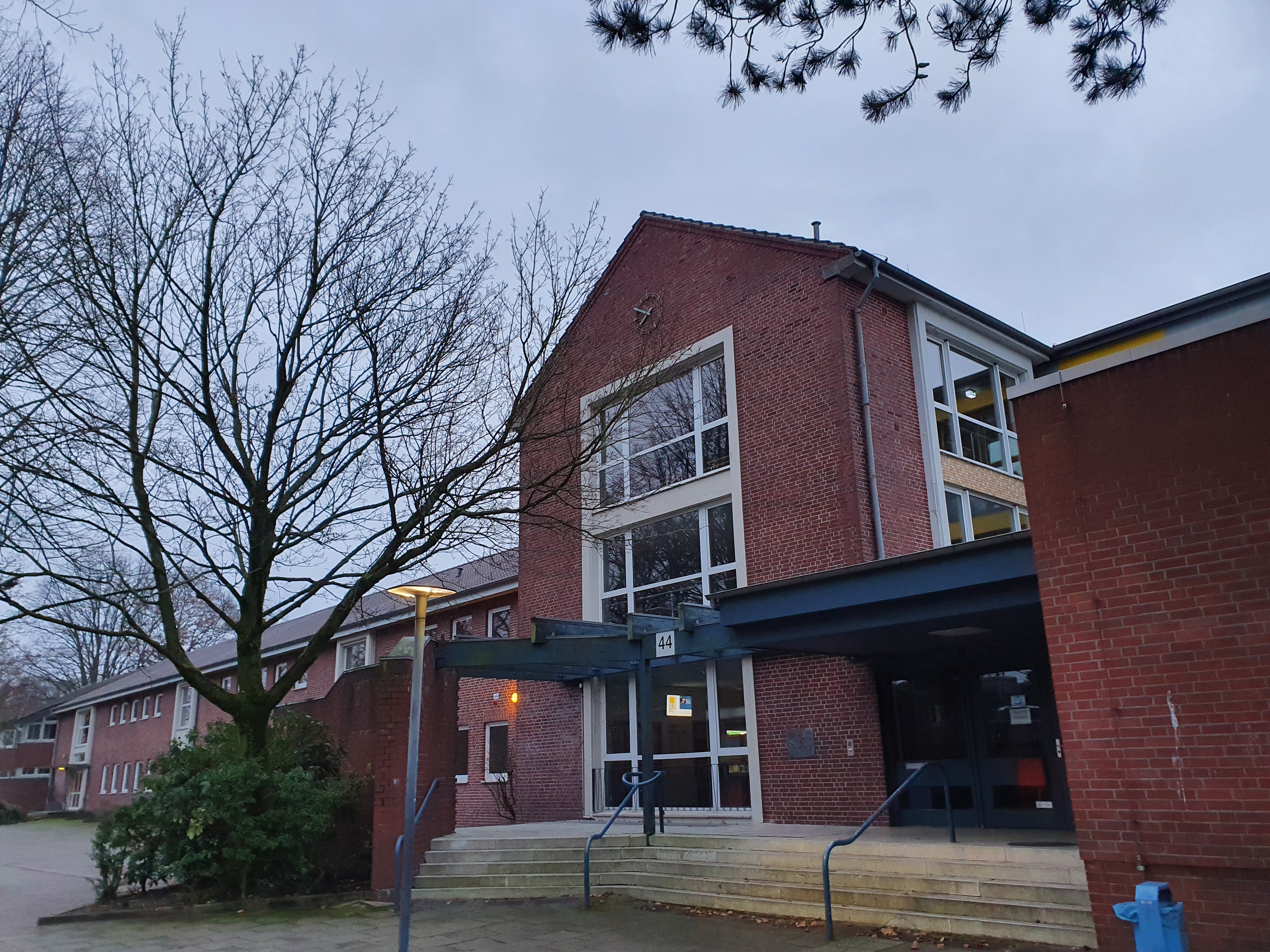
Ernst-Barlach-Schule

1. Dieter Müller (Billardakademie Berlin), Titelverteidiger

1. Günter Siebert (BC Pack'n an Hattingen)
2. Peter Sporer (BSV München)
3. Thomas Wildförster (BSV Velbert)
4. Dieter Wirtz (Düsseldorfer Bfr.)
5. Klaus Hose (DBC Bochum)
6. Norbert Ohagen (BSV Velbert)
7. Werner Naruhn (BC Gelsenkirchen-Feldmark 1934)

## Turnierverlauf

### Gruppe 1
| Name               | MP  | Pkte | Aufn. | ED   | HS |
| ------------------ | --- | ---- | ----- | ---- | -- |
| 1. Spielrunde      |     |      |       |      |    |
| Thomas Wildförster | 2:0 | 200  | 37    | 5,41 | 48 |
| Dieter Wirtz       | 0:2 | 145  | 37    | 3,86 | 18 |
| Dieter Müller      | 2:0 | 200  | 22    | 9,09 | 41 |
| Werner Naruhn      | 0:2 | 67   | 22    | 3,05 | 12 |

| Name               | MP  | Pkte | Aufn. | ED    | HS  |
| ------------------ | --- | ---- | ----- | ----- | --- |
| 2. Spielrunde      |     |      |       |       |     |
| Thomas Wildförster | 2:0 | 200  | 24    | 8,33  | 83  |
| Werner Naruhn      | 0:2 | 139  | 24    | 5,79  | 26  |
| Dieter Müller      | 2:0 | 200  | 3     | 66,66 | 175 |
| Dieter Wirtz       | 0:2 | 5    | 3     | 1,66  | 4   |

| Name               | MP  | Pkte | Aufn. | ED    | HS |
| ------------------ | --- | ---- | ----- | ----- | -- |
| 3. Spielrunde      |     |      |       |       |    |
| Dieter Wirtz       | 2:0 | 200  | 49    | 4,08  | 58 |
| Werner Naruhn      | 0:2 | 189  | 49    | 3,86  | 24 |
| Thomas Wildförster | 2:0 | 200  | 16    | 12,50 | 71 |
| Dieter Müller      | 0:2 | 59   | 16    | 3,69  | 26 |

| Platz                     | Name               | MP  | Pkte. | Aufn. | GD    | BED   | HS  |
| ------------------------- | ------------------ | --- | ----- | ----- | ----- | ----- | --- |
| 1                         | Thomas Wildförster | 6:0 | 600   | 77    | 7,79  | 12,50 | 83  |
| 2                         | Dieter Müller      | 4:2 | 459   | 41    | 11,20 | 66,66 | 175 |
| 3                         | Dieter Wirtz       | 2:4 | 348   | 89    | 3,91  | 4,08  | 58  |
| 4                         | Werner Naruhn      | 0:6 | 395   | 95    | 4,15  | –     | 26  |
| Turnierdurchschnitt: 5,96 |                    |     |       |       |       |       |     |

### Gruppe 2
| Name           | MP  | Pkte | Aufn. | ED     | HS  |
| -------------- | --- | ---- | ----- | ------ | --- |
| 1. Spielrunde  |     |      |       |        |     |
| Peter Sporer   | 0:2 | 176  | 29    | 6,07   | 34  |
| Klaus Hose     | 2:0 | 200  | 29    | 6,89   | 36  |
| Günter Siebert | 0:2 | 9    | 2     | 4,50   | 9   |
| Norbert Ohagen | 2:0 | 200  | 2     | 100,00 | 167 |

| Name           | MP  | Pkte | Aufn. | ED   | HS |
| -------------- | --- | ---- | ----- | ---- | -- |
| 2. Spielrunde  |     |      |       |      |    |
| Klaus Hose     | 0:2 | 186  | 34    | 5,47 | 27 |
| Günter Siebert | 2:0 | 200  | 34    | 5,88 | 35 |
| Peter Sporer   | 0:2 | 194  | 42    | 4,62 | 30 |
| Norbert Ohagen | 2:0 | 200  | 42    | 4,76 | 31 |

| Name           | MP  | Pkte | Aufn. | ED    | HS |
| -------------- | --- | ---- | ----- | ----- | -- |
| 3. Spielrunde  |     |      |       |       |    |
| Günter Siebert | 2:0 | 200  | 19    | 10,52 | 71 |
| Peter Sporer   | 0:2 | 65   | 19    | 3,42  | 20 |
| Klaus Hose     | 2:0 | 200  | 35    | 5,71  | 52 |
| Norbert Ohagen | 0:2 | 184  | 35    | 5,26  | 54 |

| Platz                     | Name           | MP  | Pkte. | Aufn. | GD   | BED    | HS  |
| ------------------------- | -------------- | --- | ----- | ----- | ---- | ------ | --- |
| 1                         | Günter Siebert | 4:2 | 409   | 55    | 7,44 | 10,52  | 71  |
| 2                         | Norbert Ohagen | 4:2 | 584   | 79    | 7,39 | 100,00 | 167 |
| 3                         | Klaus Hose     | 4:2 | 586   | 98    | 5,98 | 6,89   | 52  |
| 4                         | Peter Sporer   | 0:6 | 435   | 90    | 4,83 | –      | 34  |
| Turnierdurchschnitt: 6,25 |                |     |       |       |      |        |     |

## Endrunde

### 4. Spielrunde
| Name           | MP  | Pkte. | Aufn. | GD    | BED   | HS |
| -------------- | --- | ----- | ----- | ----- | ----- | -- |
| Dieter Müller  | 2:0 | 200   | 15    | 13,33 | 13,33 | 51 |
| Norbert Ohagen | 0:2 | 31    | 15    | 2,07  | –     | 12 |

| Name           | MP  | Pkte. | Aufn. | GD   | BED  | HS |
| -------------- | --- | ----- | ----- | ---- | ---- | -- |
| Günter Siebert | 2:0 | 200   | 23    | 8,70 | 8,70 | 48 |
| Dieter Wirtz   | 0:2 | 126   | 23    | 5,48 | –    | 30 |

| Name               | MP  | Pkte. | Aufn. | GD    | BED   | HS |
| ------------------ | --- | ----- | ----- | ----- | ----- | -- |
| Klaus Hose         | 2:0 | 200   | 13    | 15,38 | 15,38 | 51 |
| Thomas Wildförster | 0:2 | 116   | 13    | 8,92  | –     | 57 |

### 5. Spielrunde
| Name          | MP  | Pkte. | Aufn. | GD   | BED  | HS |
| ------------- | --- | ----- | ----- | ---- | ---- | -- |
| Klaus Hose    | 1:1 | 200   | 26    | 7,69 | 7,69 | 34 |
| Dieter Müller | 1:1 | 200   | 26    | 7,69 | 7,69 | 49 |

| Name               | MP  | Pkte. | Aufn. | GD    | BED   | HS  |
| ------------------ | --- | ----- | ----- | ----- | ----- | --- |
| Günter Siebert     | 2:0 | 200   | 12    | 16,66 | 16,66 | 114 |
| Thomas Wildförster | 0:2 | 108   | 12    | 9,00  | –     | 46  |

| Name           | MP  | Pkte. | Aufn. | GD   | BED  | HS |
| -------------- | --- | ----- | ----- | ---- | ---- | -- |
| Norbert Ohagen | 0:2 | 182   | 32    | 5,69 | –    | 42 |
| Dieter Wirtz   | 2:0 | 200   | 32    | 6,25 | 6,25 | 28 |

### 6. Spielrunde
| Name               | MP  | Pkte. | Aufn. | GD   | BED  | HS |
| ------------------ | --- | ----- | ----- | ---- | ---- | -- |
| Thomas Wildförster | 2:0 | 200   | 25    | 8,00 | 8,00 | 35 |
| Norbert Ohagen     | 0:2 | 130   | 25    | 5,20 | –    | 77 |

| Name         | MP  | Pkte. | Aufn. | GD   | BED  | HS |
| ------------ | --- | ----- | ----- | ---- | ---- | -- |
| Klaus Hose   | 2:0 | 200   | 41    | 4,88 | 4,88 | 26 |
| Dieter Wirtz | 0:2 | 188   | 41    | 4,59 | –    | 41 |

| Name           | MP  | Pkte. | Aufn. | GD    | BED   | HS |
| -------------- | --- | ----- | ----- | ----- | ----- | -- |
| Dieter Müller  | 2:0 | 200   | 12    | 16,66 | 16,66 | 95 |
| Günter Siebert | 0:2 | 91    | 12    | 7,58  | –     | 29 |

### Abschlusstabelle
| MP    | Match Points (Sieger = 2; Unentschieden = 1; Verlierer = 0) |
| Pkte. | Erzielte Karambolagen                                       |
| Aufn. | Benötigte Versuche                                          |
| GD    | Generaldurchschnitt                                         |
| BED   | Bester Einzeldurchschnitt eines Spielers                    |
| HS    | Höchstserie                                                 |
|       | Bester GD des Turniers                                      |
|       | Bester ED des Turniers                                      |
|       | Beste HS des Turniers                                       |
|       | 1. Platz (Gold)                                             |
|       | 2. Platz (Silber)                                           |
|       | 3. Platz (Bronze)                                           |

| Klassement                | Klassement         | Klassement | Klassement | Klassement | Klassement | Klassement | Klassement | Klassement |
| Platz                     | Name               | MP         | Pkte.      | Aufn.      | GD         | BED        | HS         |            |
| ------------------------- | ------------------ | ---------- | ---------- | ---------- | ---------- | ---------- | ---------- | ---------- |
| 1                         | Dieter Müller      | 9:3        | 1059       | 94         | 11,26      | 66,66      | 175        |            |
| 2                         | Klaus Hose         | 9:3        | 1186       | 178        | 6,66       | 15,38      | 52         |            |
| 3                         | Günter Siebert     | 8:4        | 900        | 102        | 8,82       | 16,66      | 114        |            |
| 4                         | Thomas Wildförster | 8:4        | 1024       | 127        | 8,06       | 12,50      | 83         |            |
| 5                         | Norbert Ohagen     | 4:8        | 927        | 151        | 6,13       | 100,00     | 167        |            |
| 6                         | Dieter Wirtz       | 4:8        | 862        | 185        | 4,65       | 6,25       | 58         |            |
| 7                         | Peter Sporer       | 0:6        | 435        | 90         | 4,83       | –          | 34         |            |
| 8                         | Werner Naruhn      | 0:6        | 395        | 95         | 4,15       | –          | 26         |            |
| Turnierdurchschnitt: 6,64 |                    |            |            |            |            |            |            |            |